# Granand
Granand eigentlich Ritter Erwin Oskar Leopold von Busse (* 12. Januar 1885 in Magdeburg; † 10. April 1939 in São Paulo) war ein deutscher Maler, Theaterregisseur und Schriftsteller.

## Herkunft
Seine Eltern waren der Leutnant Hugo Maximilian von Busse (* 4. Juni 1855) und dessen Ehefrau Marie Louise Elisabeth Helene geb. Weste (* 27. November 1861).

## Leben
Erwin von Busse wurde nach dem Besuch des Gymnasiums zunächst Leutnant. Ab 1907 studierte er Jura und dann Kunstgeschichte in München und setzte das Studium 1912 an der Universität in Bern fort. Dort promovierte er 1914 mit dem Thema „Entwicklungsgeschichte des Problems der Massendarstellungen in der italienischen Malerei“. Mit Robert Delaunay führte er einen Briefwechsel und wurde 1912 für einen Beitrag über Delaunay im Almanach Der Blaue Reiter eingeladen. Nach Brasilien ausgewandert widmete er sich der Lehrtätigkeit und der Malerei.
Erwin von Busse, der auch Redakteur der Zeitschrift „Die Scene“ war, ist heute vor allem als Verfasser des homoerotischen Buches Das erotische Komödiengärtlein bekannt, das aus fünf Miniaturen zum Thema Liebe unter Männern besteht, weshalb es durch die Entscheidungen der Landesgerichte Berlin und Leipzig 1920 und 1921 verboten, eingezogen und unbrauchbar gemacht wurde.
Nahezu unbekannt geblieben ist, dass Erwin von Busse unter anderem auch der Regisseur der missglückten deutschsprachigen Uraufführung von James Joyce’ Drama Exiles am Münchner Schauspielhaus (7. August 1919) war. Zwei Exemplare seines Regiebuches befinden sich heute im Besitz des Münchner Stadtarchivs (Signatur: Regiebücher 257/1).
In Brasilien nahm er 1931 an der Gruppenausstellung Salão Revolucionário teil, die in der Escola Nacional de Belas Artes (ENBA) in Rio de Janeiro stattfand.

## Werke
- Diverse Ölgemälde im Privatbesitz
- Gedächtnisausstellung Dr. E. von Busse-Granand. Galeria Heuberger. Rio de Janeiro/São Paulo 1939 (Katalog)
- Büste von Nietzsche (Entwurf Originalgrösse, in Gips, 1907; Stil: klar Kubismus, ein Jahr vor Picasso!), gezeichnet "BUSSE MUENCHEN - 1907. Besitz: Mathias Feldges, Basel.

Schriften
- Die Kompositionsmittel bei Robert Delaunay. In: Kandinsky/Franz Marc: Der Blaue Reiter. Piper, München 1912. Nachdruck: Piper, München 2004, ISBN 3-492-24121-2.
- Regiebuch der Welturaufführung von James Joyce’ Drama Exiles am Münchner Schauspielhaus (7. August 1919).
- Das erotische Komödiengärtlein. Almanach-Verlag, Berlin 1920. Nachdruck: Verlag Rosa Winkel, Berlin 1993, ISBN 3-921495-45-8.
- Liebesmärchen. Almanach-Verlag, Berlin 1921.

## Quelle
- Granand [= Erwin von Busse]: Das erotische Komödiengärtlein. Nachdruck der Ausgabe 1920 mit Zeichnungen von Rudolf Pütz. Mit Nachbemerkungen zu Autor und Werk von Manfred Herzer und James W. Jones. Berlin 1993.